# Autódromo Enzo e Dino Ferrari
O Autódromo Internacional Enzo e Dino Ferrari é um circuito próximo à cidade italiana de Ímola, 40 km a leste de Bolonha e 80 km a leste da fábrica da Ferrari, em Maranello.
Este Autódromo recebeu etapas da Fórmula 1 continuadamente, entre as temporadas de 1980 até 2006. Em 1980 sediou como Grande Prêmio da Itália e nos demais anos como sede do Grande Prêmio de San Marino.
O circuito deve o nome a Enzo Ferrari, o lendário fundador da marca Ferrari e a seu filho Alfredino Ferrari, mais conhecido por Dino, que morreu em 1956 por doença (distrofia muscular) filho este que veio a dar nome a um dos famosos modelos da marca, o Ferrari Dino.

## História
O circuito foi inaugurado em 1953 com uma pista semi-permanente sem chicanes, em 1963 sediou uma corrida de Fórmula 1 como uma corrida extra-campeonato, em 1972 seu traçado passou por mudanças, em 1980 voltou para a Fórmula 1 como uma corrida oficial do campeonato. Assim o autódromo esteve presente no calendário da categoria em 1980 como Grande Prêmio da Itália e de 1981 até 2006 com o nome de Grande Prêmio de San Marino, quando a pista saiu do calendário por falta de melhorias na estrutura da pista. Assim, a pista de Ímola ficou de fora da Fórmula 1 até 2020, quando voltou ao calendário da categoria com o nome de Grande Prêmio da Emília-Romanha, e permanece no calendário até os dias atuais. 

### Acidentes
Mesmo com as chicanes, a segurança do autódromo era preocupante a medida em que os carros aumentavam ainda mais a velocidade, principalmente na primeira curva, a Tamburello, onde os carros passavam dos 300 km/h e causaram vários acidentes graves durante as décadas de 80 e 90.
Em 1987, Nelson Piquet sofreu um acidente nos treinos na curva Tamburello que o tirou da corrida, em 1989 Gerhard Berger também se acidentou na mesma curva, cujo carro chegou a entrar em chamas em seguida, em 1991 Michele Alboreto se acidentou na mesma curva durante testes e Riccardo Patrese em 1992.
Em 1994, o autódromo seria o protagonista de um dos piores fins de semana da história da Fórmula 1. Tudo começou na sexta feira, 29 de abril, quando durante o 1° treino de qualificação, Rubens Barrichello sofreu um acidente na variante Bassa quando a Jordan decolou perto da barreira de proteção, fazendo com que seu carro batesse no muro e virasse de cabeça para baixo, sofrendo várias fraturas no corpo de Barrichello. 
Apesar do susto, Barrichello teve leves contusões, no nariz e na costela. Desta forma ele deixou o hospital horas depois, mas mesmo assim, o piloto brasileiro ficou de fora da corrida de domingo por precaução médica. 
No sábado, 30 de abril, no 2° treino de qualificação, o austríaco Roland Ratzenberger estava na pista quando a asa dianteira do Simtek se soltou, fazendo com que o piloto perdesse o controle do carro. Desta forma, o Simtek S941 do austríaco sai da pista, indo bater de forma violentíssima no muro da curva Villeneuve à 305 km/h. Mesmo com a chegada do socorro médico na hora, Ratzenberger faleceu instantaneamente, embora a morte tenha sido confirmado no hospital. 
No domingo, 1º de maio, veio a gota d'água. Logo na largada do Grande Prêmio de San Marino, aconteceu o primeiro incidente, quando o finlandês JJ Lehto da Benetton, não conseguiu largar (mesmo se classificando em 5° lugar no grid), pois houve um problema na embreagem, ficando preso no grid de largada. 
Vários carros tentaram desviar, para evitar uma batida muito grave, mas Pedro Lamy da Lotus, largando no fundão, na 22ª posição, acabou não vendo a Benetton do finlandês, e acabou atingindo em cheio. Os dois pilotos nada sofreram, mas destroços atingiram alguns torcedores. Já era o prenúncio de que algo muito grave iria acontecer naquela corrida.
O safety car entrou em ação para remover os danos provocados no começo da prova, e assim permaneceu até a 6ª volta quando a prova foi reiniciada. 
Porém, a corrida mal recomeçou, quando na 7ª volta, aconteceu o pior. Na saída da curva Tamburello, o tricampeão mundial Ayrton Senna perdeu o controle da sua Williams, passando reto da curva. Senna até tentou frear, mas não deu tempo, batendo sua Williams no muro a mais de 330 km/h. O piloto morreu horas depois, já no Hospital Maggiore, em Bolonha, por volta das 18h40 locais (13h40 no horário de Brasília).  
Esse trágico fim de semana foi o estopim para que a pista sofresse completamente com modificações de segurança. Para 1995, as curvas Villeneuve e Tamburello foram transformadas em duas chicanes, a variante Bassa seria transformada em uma grande reta perto da chicane antes da reta dos boxes e uma chicane no trecho da curva Acque Minerali foi extinta. 
As novas chicanes Villeneuve e Tamburello é mantida desde o Grande Prêmio de San Marino de 1995 até os dias atuais, enquanto que uma chicane que antecedia a reta dos boxes, foi removida a partir de 2008, transformando-se num trecho de alta velocidade, e consequentemente ampliando a reta principal. O traçado atual retornou ao calendário da Fórmula 1 em 2020 com o nome de Grande Prêmio da Emília-Romanha, e desde então permanece no calendário da categoria.

## Vencedores de Grande Prêmios de Fórmula 1 em Ímola
Em 1980, a corrida sediou como Grande Prêmio da Itália e está com o fundo azul claro.
Entre 1981 e 2006, a corrida sediou como Grande Prêmio de San Marino e está com o fundo branco.
Desde 2020, a corrida é realizada como Grande Prêmio da Emília-Romanha e está com o fundo verde claro.
O fundo vermelho indica que a corrida não fez parte do campeonato mundial da Fórmula 1.
| Ano                                                   | Piloto                | Construtor          | Resumo   |
| ----------------------------------------------------- | --------------------- | ------------------- | -------- |
| 2025                                                  | Max Verstappen        | Red Bull-Honda RBPT | Detalhes |
| 2024                                                  | Max Verstappen        | Red Bull-Honda RBPT | Detalhes |
| Cancelado em 2023 devido a fortes chuvas e inundações |                       |                     |          |
| 2022                                                  | Max Verstappen        | Red Bull Racing     | Detalhes |
| 2021                                                  | Max Verstappen        | Red Bull-Honda      | Detalhes |
| 2020                                                  | Lewis Hamilton        | Mercedes            | Detalhes |
| Não houve de 2007 a 2019                              |                       |                     |          |
| 2006                                                  | Michael Schumacher    | Ferrari             | Detalhes |
| 2005                                                  | Fernando Alonso       | Renault             | Detalhes |
| 2004                                                  | Michael Schumacher    | Ferrari             | Detalhes |
| 2003                                                  | Michael Schumacher    | Ferrari             | Detalhes |
| 2002                                                  | Michael Schumacher    | Ferrari             | Detalhes |
| 2001                                                  | Ralf Schumacher       | Williams-BMW        | Detalhes |
| 2000                                                  | Michael Schumacher    | Ferrari             | Detalhes |
| 1999                                                  | Michael Schumacher    | Ferrari             | Detalhes |
| 1998                                                  | David Coulthard       | McLaren-Mercedes    | Detalhes |
| 1997                                                  | Heinz-Harald Frentzen | Williams-Renault    | Detalhes |
| 1996                                                  | Damon Hill            | Williams-Renault    | Detalhes |
| 1995                                                  | Damon Hill            | Williams-Renault    | Detalhes |
| 1994                                                  | Michael Schumacher    | Benetton-Ford       | Detalhes |
| 1993                                                  | Alain Prost           | Williams-Renault    | Detalhes |
| 1992                                                  | Nigel Mansell         | Williams-Renault    | Detalhes |
| 1991                                                  | Ayrton Senna          | McLaren-Honda       | Detalhes |
| 1990                                                  | Riccardo Patrese      | Williams-Renault    | Detalhes |
| 1989                                                  | Ayrton Senna          | McLaren-Honda       | Detalhes |
| 1988                                                  | Ayrton Senna          | McLaren-Honda       | Detalhes |
| 1987                                                  | Nigel Mansell         | Williams-Honda      | Detalhes |
| 1986                                                  | Alain Prost           | McLaren-TAG/Porsche | Detalhes |
| 1985                                                  | Elio de Angelis       | Lotus-Renault       | Detalhes |
| 1984                                                  | Alain Prost           | McLaren-TAG/Porsche | Detalhes |
| 1983                                                  | Patrick Tambay        | Ferrari             | Detalhes |
| 1982                                                  | Didier Pironi         | Ferrari             | Detalhes |
| 1981                                                  | Nelson Piquet         | Brabham-Ford        | Detalhes |
| 1980                                                  | Nelson Piquet         | Brabham-Ford        | Detalhes |
| 1979                                                  | Niki Lauda            | Brabham-Alfa Romeo  | Detalhes |
| Não houve de 1964 a 1978                              |                       |                     |          |
| 1963                                                  | Jim Clark             | Lotus-Climax        | Detalhes |

### Por pilotos que mais venceram
|          |                       |                                          |
| Vitórias | Pilotos               | Edições                                  |
| 7        | Michael Schumacher    | 1994, 1999, 2000, 2002, 2003, 2004, 2006 |
| 4        | Max Verstappen        | 2021, 2022, 2024, 2025                   |
| 3        | Ayrton Senna          | 1988, 1989, 1991                         |
| 3        | Alain Prost           | 1984, 1986, 1993                         |
| 2        | Nelson Piquet         | 1980, 1981                               |
| 2        | Nigel Mansell         | 1987, 1992                               |
| 2        | Damon Hill            | 1995, 1996                               |
| 1        | Didier Pironi         | 1982                                     |
| 1        | Patrick Tambay        | 1983                                     |
| 1        | Elio de Angelis       | 1985                                     |
| 1        | Riccardo Patrese      | 1990                                     |
| 1        | Heinz-Harald Frentzen | 1997                                     |
| 1        | David Coulthard       | 1998                                     |
| 1        | Ralf Schumacher       | 2001                                     |
| 1        | Fernando Alonso       | 2005                                     |
| 1        | Lewis Hamilton        | 2020                                     |

### Por equipes que mais venceram
|          |          |                                                |
| Vitórias | Pilotos  | Edições                                        |
| 8        | Williams | 1987, 1990, 1992, 1993, 1995, 1996, 1997, 2001 |
| 8        | Ferrari  | 1982, 1983, 1999, 2000, 2002, 2003, 2004, 2006 |
| 6        | McLaren  | 1984, 1986, 1988, 1989, 1991, 1998             |
| 4        | Red Bull | 2021, 2022, 2024, 2025                         |
| 2        | Brabham  | 1980, 1981                                     |
| 1        | Lotus    | 1985                                           |
| 1        | Benetton | 1994                                           |
| 1        | Renault  | 2005                                           |
| 1        | Mercedes | 2020                                           |

### Por países que mais venceram
|          |               |                                                      |
| Vitórias | Pilotos       | Edições                                              |
| 9        | Alemanha      | 1994, 1997, 1999, 2000, 2001, 2002, 2003, 2004, 2006 |
| 6        | Reino Unido   | 1987, 1992, 1995, 1996, 1998, 2020                   |
| 5        | Brasil        | 1980, 1981, 1988, 1989, 1991                         |
| 5        | França        | 1982, 1983, 1984, 1986, 1993                         |
| 4        | Países Baixos | 2021, 2022, 2024, 2025                               |
| 2        | Itália        | 1985, 1990                                           |
| 1        | Espanha       | 2005                                                 |

## Recordes em Ímola
|                       |                 |                                    |              |          |      |
| Ímola                 | País/Piloto     | Chassi/Motor                       | Tempo        | Extensão | Ano  |
| Pole Position         | Valtteri Bottas | Mercedes-AMG F1 W11 EQ Performance | 1min 13s 609 | 4.959 km | 2020 |
| Melhor Volta na Prova | Lewis Hamilton  | Mercedes-AMG F1 W11 EQ Performance | 1min 15s 484 | 4.959 km | 2020 |